# Batrachoides manglae
Batrachoides manglae là một loài cá thuộc họ Batrachoididae. Nó được tìm thấy ở tropical waters like Colombia và Venezuela.